# لوكهيد واي إف-22
لوكهيد واي إف-22 (بالاشتراك مع بوينغ وجنرال دايناميكس) هي  طائرة مقاتلة أمريكية بمقعد واحد، محرك مزدوج صنعت كنموذج مبدئي مصممة للقوات الجوية للولايات المتحدة (السلاح الجوي الأميركي). وصل تصميم الطائرة إلى الدور النهائي في في مسابقةالمقاتلة التكتيكية المتقدمة التي قامت بها القوات المسلحة الأميركية وتم بناء نموذجين من أجل عرضها في المنافسة. في النهاية، فازت الطائرة على منافستها، نورثروب واي أف-23, ودخلت الإنتاج تحت اسم لوكهيد مارتن أف-22 رابتور.

## المواصفات (YF-22)
البيانات من Baker, Aronstein
الخصائص العامة
- الطاقم: 1 (pilot)
- الطول: 64 ft 6 in (19.65 m)
- باع الجناح: 43 ft 0 in (13.1 m)
- الارتفاع: 17 ft 9 in (5.39 m)
- مساحة الجناح : 830 sq ft (77.1 m²)
- الوزن فارغة: 33,000 lb (14,970 kg)
- الوزن محملة: 62,000 lb (28,120 kg)
- محرك الطائرة: 2 × Pratt & Whitney YF119  [لغات أخرى]‏-PW-100 or General Electric YF120-GE-100 afterburning محرك عنفي مروحيs
  - الدفع (جاف): YF120: 23,500 lbf (104 kN)  الواحد
  - الدفع مع حارق لاحق: 30,000 lbf / 35,000 lbf (133 kN / 156 kN) الواحد

الأداء
- السرعة القصوى: 

  - At altitude: Mach 2.2 (1,260 knots, 1,450 mph, 2,335 km/h)
  - طواف فائق: Mach 1.58 (910 knots, 1,040 mph, 1,680 km/h) (military power only)
- المدى القتالي: 696 nmi (800 mi, 1,290 km)
- سقف الخدمة: 65,000 ft (19,800 m)
- Maximum g-load: +7.9 g

## وصلات خارجية
- F-22 فريق الرسمي على الويب
- F-22 صفحة على موقع «ناسا» لانغلي
- F-22 صفحة على GlobalSecurity.org